# 갈레아초 마리아 스포르차
갈레아초 마리아 스포르차(이탈리아어: Galeazzo Maria Sforza, 1444년 1월 24일 ~ 1476년 12월 26일)는 스포르차 가문 출신으로는 아버지의 뒤를 이어 두번째로 밀라노 공작에 올랐다.(재위: 1466년 ~1476년). 르네상스의 후원자이기는 했으나 호색가이며 잔인하고 포악하기로 유명했다.
그의 아버지 프란체스코 1세는 용병대장 출신으로 비스콘비 가문이 절손되자 쿠데타를 통해 권력을 장악하였다. 또한 비스콘티 가문의 마지막 공작의 딸인 비앙카 마리아와 결혼을 하여 사위의 자격으로 공국의 통치자 자리에 올랐다. 아버지 프란체스코 1세는 피렌체의 지배가문인 메디치의 수장 국부 코시모 데 메디치와는 끈끈한 동맹의 관계를 유지했다. 이를 이어받아 메디치와는 우방국의 관계를 지속적으로 유지하였다.
첫 번째 아내 도로테아가 죽자 그는 사부아 공국과의 불화를 해결하려고 사부아 공작의 딸 사보이의 보나와 결혼하였다. 갈레아초는 1476년 밀라노의 산토 스테파노 성당에서 살해당했다. 사후 밀라노 공작의 지위는 7살이 어린 아들 잔 갈레아초 스포르차가 계승하였으나 갈레아초의 동생 루도비코 스포르차가 섭정으로서 권력을 장악한후 권력을 찬탈하였다.
16세기 전반기까지 힘겹게 이어지던 스포르차 가문의 밀라노 통치권은 1535년 프란체스코 2세가 후계자 없이 사망하자 황제 카를 5세에게 돌아갔으며 이후에 밀라노는 스페인의 속국이 되어 버렸다.

## 후원
갈레아초 마리아는 음악의 후원자로서 유명했다. 그의 지도로 재정 지원과 장려가 활발해져 그의 악대는 유럽에서 가장 유명하고 역사적으로 중요한 음악 공연자들 가운데 하나가 되었다. 북부 작곡가, 특히 오늘날 베네룩스 출신의 프랑스-플랑드르 작곡가들이 악단에 초빙되어 노래를 부르고 미사곡을 썼으며, 공작을 위한 모테토와 세속적 음악도 썼다. 그 가운데 유명한 사람을 몇 명 열거하자면, 알렉산더 아그리콜라, 요한네스 마르티니, 루아제 콩페르 그리고 가스파르 반 베르베케 등이 있다. 그러나 악단원들의 대다수는 갈레아초 마리아가 살해당하자 도망쳐 다른 곳으로 가 버렸다. 그 결과, 페라라 같이 음악적 수준이 보통이었던 도시들의 수준이 크게 향상되었다.

## 평판
음악에 대한 애정에도, 갈레아초 마리아는 잔혹한 경향 또한 가졌던 것으로 알려졌다. 특히 그는 자기 여자가 싫증 나면 가신에게 줘버리는 등 악명 높은 바람둥이였다. 한 가신은 산 채로 궤 속에 매장되었고, 또 다른 가신은 갈레아초 마리아의 애인과 이야기했다는 이유만으로 두 손이 잘렸다. 그리고 그의 치세가 오래가지 못할 것으로 예언했던 사제는 굶어 죽게 만들었다. 그는 “욕망과 재능을 겸비한 힘센 괴물”이라고 당시의 페라라 연대기는 전하고 있다.

## 암살

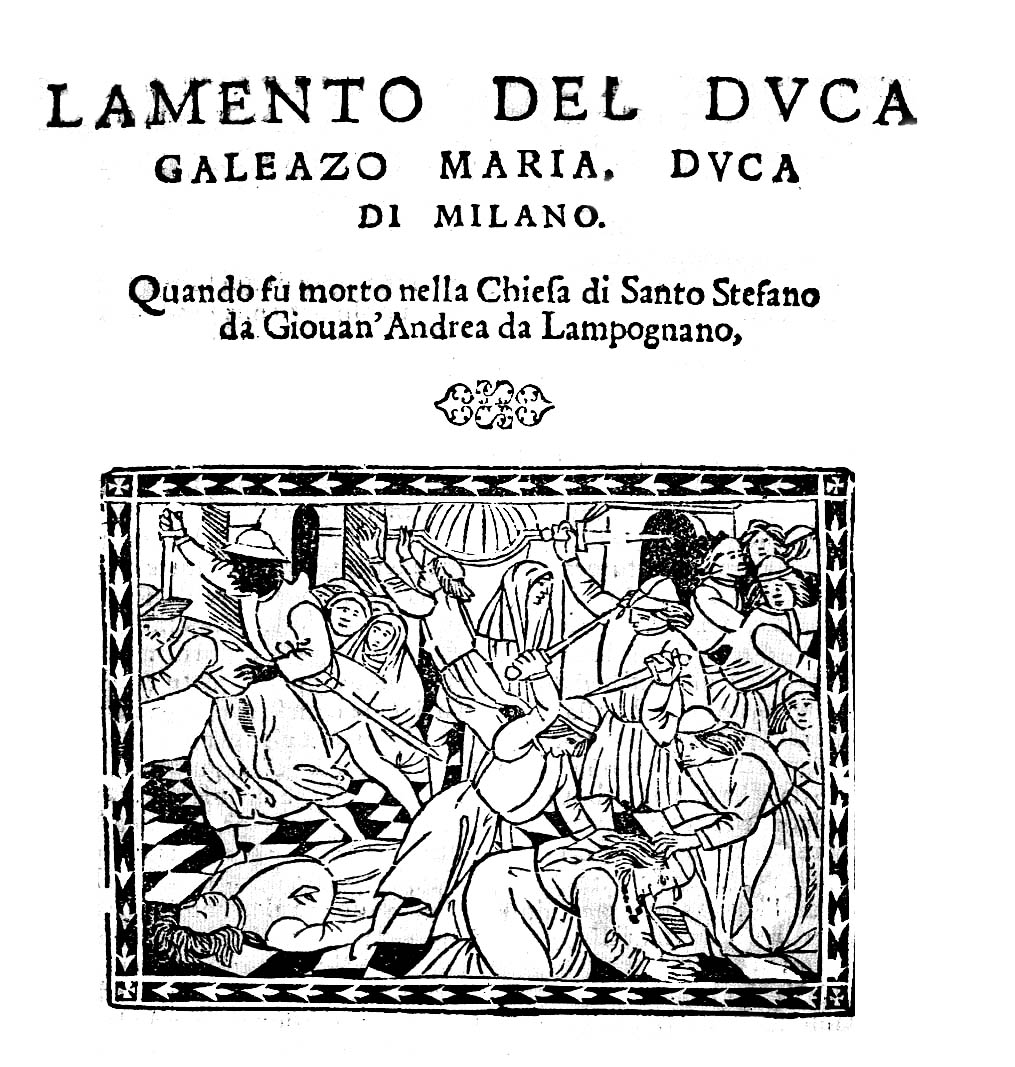
갈레아초 마리아 공작의 애가(1476).

갈레아초 마리아의 죽음에는 밀라노 궁정의 적지 않은 수의 고위 관료들이 연관되어 있었다. 그 가운데 카를로 비스콘티, 제롤라모 오르시아티, 조반니 안드레아 람푸냐니 등 세 명의 암살자가 주요 인물이었다. 람푸냐니는 전임 공작인 프란체스코 스포르차한테 사형선고를 받았지만, 현재 공작인 갈레아초 마리아가 그의 죄를 사면해주었다. 그러나 밀라노에 스포르차 가문이 버티는 한 그는 장래에 어떤 희망도 품을 수 없었다. 비스콘티는 스포르차 가문에 합병된 비스콘티 가문의 현 상태에 심한 불만을 품고 있었다. 게다가 밀라노 공작의 눈에 들어 사랑을 받다가 버림받은 누이에 대한 동정이 분노가 되어, 그 불만에 불을 붙였다. 주로 공작에 대한 개인적인 원한 때문에 음모에 가담한 다른 사람들과는 달리, 오직 공화주의자였던 오르시아티만이 밀라노를 군주제에서 해방하자는 취지를 진심으로 믿었다.
1476년 성탄절 이튿날, 음모자들은 갈레아초 마리아를 수행하는 일행이 성 스테파노의 축일 기념 미사가 열리는 산토 스테파노 성당으로 가는 것을 신중하게 살펴보았다. 세 남자는 약 서른 명의 친구들의 지지를 받으며 미리 성당 앞에 나와 공작이 도착하기만을 기다렸다. 공작 행렬이 도착하자 람푸냐니는 갑자기 공작 앞으로 뛰쳐나와 무릎을 꿇어 존경의 표시를 하였다. 하지만, 다음 순간에 그는 소매 속에 감추고 있던 단검을 빼들어 공작의 사타구니와 가슴을 힘껏 찔렀다. 오르시아티와 비스콘티도 가세하여 공작에게 칼을 휘둘렀다.
갈레아초 마리아는 결국 그 자리에서 죽었다. 암살 가담자들이 재빨리 도망갔지만, 람푸냐니만은 공작과 가장 가까이에 있던 하인의 창에 찔려 죽었다. 람푸냐니의 시신은 목이 잘렸고 다음 날 사지가 잘린채 시가지를 향한 성벽에 매달렸다.

## 암살의 여파

### 사후 수습
사건 초기에 다소 혼란이 있었으나 신속한 권력 승계와 섭정권 확립을 통해 사후 처리가 진행되면서 질서가 바로 잡혔다. 달아났던 비스콘티와 오르시아티는 며칠 뒤에 곧 붙잡혀 처형되었다. 그들 역시 산 채로 사지가 찢기는 형벌을 받았다. 세 사람을 선동했던 인문주의자 콜라 몬타노는 밀라노에서 추방되었다. 그는 나폴리 왕에게 달아났지만, 그 역시 나중에 나폴리 왕과 싸우던 피렌체의 로렌초 일 마니피코의 명령으로 교수형 되었다.

### 무너진 힘의 균형
갈레아초의 죽음은 피렌체와의 동맹이 흔들리는 결과를 초래했다. 이로 인해 힘의 균형이 무너지며 그간 유지되던 이탈리아의 평화가 깨어지기 시작했다. 피렌체를 장악하고자 했던 교황 식스토 4세는 1478년에 파치 음모 사건을 일으켰다. 피렌체의 지배가문이었던 메디치의 두 형제를 암살하고 공화정을 전복하려는 교황의 시도는 실패로 끝났다. 교황은 포기하지 않고 나폴리등과 연합하여 피렌체와 전쟁을 벌렸다. 그러나 이 시도 역시 허망하게 실패하고 만다.
교황 식스토 4세는 관심을 페라라로 돌렸다. 자신의 조카들을 내세워 페라라 전쟁(1482~84)을 일으킨 것이다. 일련에 이런 사태가 벌어진 이유는 갈레아초의 사망으로 피렌체와 밀라노의 동맹 관계에 금이 감으로 인해 권력의 공백이 생겼기 때문이었다. 이탈리아 반도의 5대 강국인 나폴리, 교황령, 베내치아, 피렌체, 밀라노사이에 세력간 유지되던 긴장으로 인해 평화가 지속될수 있었는데 이것이 무너진 탓이었다. 갈레아초 사망후 7살에 어린 아들이 승계했으나 미망인과 시동생(갈레아초의 동생)간에 권력투쟁이 발생하였다. 정국이 혼란스러웠기에 밀라노는 피렌체를 비롯한 전통 우방국들을 지원할 여력이 없었다.
무너진 힘의 균형은 피렌체의 로렌초 데 메디치(1449~92)의 노력으로 잠시 숨고르기를 하는듯했다. 그러나 밀라노 공작 루도비코 스포르차(1452~1508)의 협력하에 프랑스 국왕 샤를 8세가 1494년 이탈리아 원정을 실시한 이래 이탈리아는 유럽 강대국들의 권력투쟁의 전쟁터로 변하고 말았다. 1494년에 시작된 이 혼란은 1559년까지 무려 65년간 여덟차례에 걸친 큰 전쟁이 이탈리아 반도에서 벌어진후에야 일단락 되었다.

## 자녀
갈레아초 마리아는 두 번째 아내 사보이의 보나 사이에서 세 명의 아이를 낳았다:
- 잔 갈레아초 스포르차 (1469-1494), 아버지가 죽자 공작위를 계승
- 비앙카 마리아 스포르차 (1472-1510), 신성 로마 제국의 막시밀리안 1세와 혼인
- 안나 스포르차 (1476-1497), 알폰소 1세 데스테와 혼인

애첩 루크레치아 란드리아니와의 사이에서는 사생아인 딸 한 명을 낳았다:
- 카테리나 스포르차